# Lioré et Olivier LeO H-43
Le Lioré et Olivier LeO H-43 était un hydravion militaire de l'entre-deux-guerres, conçu en 1934 en France par Lioré et Olivier.

## Pays opérateurs
- France :
  - Aviation navale